# Motor Lublin (piłka nożna) w sezonie 1977/1978
Sezon 1977/1978 był dla Motoru Lublin 10. sezonem na drugim szczeblu ligowym. W trzydziestu rozegranych spotkaniach, Motor zdobył 31 punktów i zajął 6. miejsce w tabeli. Trenerem zespołu był Jerzy Rejdych.

## Przebieg sezonu
Po zakończeniu poprzedniego sezonu z funkcji trenera zespołu zrezygnował Witold Sokołowski, a zastąpił go Jerzy Rejdych. W przerwie letniej do klubu przybyli między innymi Jerzy Mieśniak i Mariusz Walczak (ze Stali Poniatowa), odeszli zaś Henryk Holewa (do ŁKS-u Łódź), Zbigniew Wideński (do Lublinianki) oraz Jan Mrozik. Piłkarze Motoru treningi wznowili 7 lipca. W tym samym miesiącu przebywali na zgupowaniu szkoleniowo-kondycyjnym w Kraśniku. Ze względu na remont płyty na boisku przy Al. Zygmuntowskich, domowe mecze Motor rozgrywał na stadionie Lublinianki. Na inaugurację rozgrywek Motor pokonał Stoczniowca Gdańsk 1:0. Rundę jesienną lubelski zespół zakończył na szóstym miejscu z ośmiopunktową stratą do lidera Gwardii Warszawa.
W styczniu 1978 piłkarze i sztab szkoleniowy przebywali na zgrupowaniu w Nowym Sączu. 29 stycznia rozegrali w Krakowie mecz sparingowy z Hutnikiem (1:0). 20 lutego zespół udał się na zgrupowanie do Raciborza, gdzie sparował między innymi z Górnikiem Zabrze (1:9). O promocję do ekstraklasy walczyły w końcowej fazie rozgrywek dwie drużyny: Lechia Gdańsk i Gwardia Warszawa. W ostatniej kolejce awans zapewniła sobie Gwardia, po zwycięstwie na stadionie Lublinianki nad Motorem 3:0.

## Mecze ligowe w sezonie 1977/1978
| Data                 | Przeciwnik            | D/W | Miejsce                 | Wynik M/P | Strzelcy                                       | Widzów   | Źródło        |
| -------------------- | --------------------- | --- | ----------------------- | --------- | ---------------------------------------------- | -------- | ------------- |
|                      |                       |     |                         |           |                                                |          |               |
| RUNDA JESIENNA       |                       |     |                         |           |                                                |          |               |
|                      |                       |     |                         |           |                                                |          |               |
| 3 sierpnia 1977      | Stoczniowiec Gdańsk   | D   | Stadion Lublinianki     | 1:0       | Pop 70'                                        | 3 tys.   | [ 9 ] [ 10 ]  |
| 14 sierpnia 1977     | Olimpia Poznań        | W   | Stadion Olimpii         | 0:1       |                                                | 1,5 tys. | [ 11 ] [ 12 ] |
| 27 sierpnia 1977     | Bałtyk Gdynia         | D   | Stadion Lublinianki     | 1:0       | Szych 70'                                      | 3 tys.   | [ 13 ] [ 14 ] |
| 3 września 1977      | Start Łódź            | W   | Łódź                    | 1:2       | Szych 74'                                      | 15 tys.  | [ 15 ] [ 16 ] |
| 10 września 1977     | BKS Bydgoszcz         | D   | Stadion Lublinianki     | 2:2       | Przybyła 18', 36'                              | 1,5 tys. | [ 17 ] [ 18 ] |
| 17 września 1977     | Zagłębie Wałbrzych    | D   | Stadion Lublinianki     | 1:1       | Mącik 28'                                      | 2 tys.   | [ 19 ] [ 20 ] |
| 25 września 1977     | Radomiak Radom        | W   | Stadion Radomiaka       | 0:1       |                                                | 17 tys.  | [ 21 ] [ 22 ] |
| 1 października 1977  | Polonia Warszawa      | D   | Stadion Lublinianki     | 0:0       |                                                | 1 tys.   | [ 23 ] [ 24 ] |
| 9 października 1977  | Arkonia Szczecin      | W   | Stadion Arkonii         | 1:0       | Mącik 21'                                      | 1 tys.   | [ 25 ] [ 26 ] |
| 23 października 1977 | Warta Poznań          | D   | Stadion Lublinianki     | 4:1       | Pop 11', Mącik 33', Ochodek 70', Dębiński 78'  | 1,5 tys. | [ 27 ] [ 28 ] |
| 30 października 1977 | Lechia Gdańsk         | W   | Stadion Lechii          | 0:1       |                                                | 8 tys.   | [ 29 ]        |
| 2 listopada 1977     | Gwardia Warszawa      | W   | Warszawa                | 0:0       |                                                | 500      | [ 30 ] [ 31 ] |
| 6 listopada 1977     | Gwardia Koszalin      | D   | Stadion Lublinianki     | 4:1       | Pop 22', Mącik 26', Wietecha 60', Przybyła 84' | 1 tys.   | [ 32 ] [ 33 ] |
| 13 listopada 1977    | Avia Świdnik          | W   | Świdnik                 | 1:1       | Pop 40'                                        | 3 tys.   | [ 34 ] [ 35 ] |
| 20 listopada 1977    | Jagiellonia Białystok | D   | Stadion Lublinianki     | 2:0       | Dębiński 61', Przybyła 82'                     | 2 tys.   | [ 5 ] [ 36 ]  |
|                      |                       |     |                         |           |                                                |          |               |
| RUNDA WIOSENNA       |                       |     |                         |           |                                                |          |               |
|                      |                       |     |                         |           |                                                |          |               |
| 19 marca 1978        | Stoczniowiec Gdańsk   | W   | Gdańsk                  | 1:0       | Mącik 21'                                      | 500      | [ 37 ] [ 38 ] |
| 26 marca 1978        | Olimpia Poznań        | D   | Stadion Lublinianki     | 0:2       |                                                | 2 tys.   | [ 39 ] [ 40 ] |
| 1 kwietnia 1978      | Bałtyk Gdynia         | W   | Stadion Bałtyku         | 1:3       | Dębiński 75'                                   | 2,5 tys. | [ 41 ] [ 42 ] |
| 8 kwietnia 1978      | Start Łódź            | D   | Stadion Lublinianki     | 1:0       | Wiater 35'                                     | 1,5 tys. | [ 43 ] [ 44 ] |
| 16 kwietnia 1978     | BKS Bydgoszcz         | W   | Bydgoszcz               | 3:2       | Ochodek 43', 56', Pop 83'                      | 200      | [ 45 ] [ 46 ] |
| 23 kwietnia 1978     | Zagłębie Wałbrzych    | W   | Wałbrzych               | 1:1       | Wiater 26'                                     | 1 tys.   | [ 47 ] [ 48 ] |
| 29 kwietnia 1978     | Radomiak Radom        | D   | Stadion Lublinianki     | 2:0       | Przybyła 79', Pop 88'                          | 2 tys.   | [ 49 ]        |
| 7 maja 1978          | Polonia Warszawa      | W   | Stadion Dziesięciolecia | 0:0       |                                                | 1 tys.   | [ 50 ]        |
| 13 maja 1978         | Arkonia Szczecin      | D   | Stadion Lublinianki     | 2:0       | Wiater 16', 70'                                | 1 tys.   | [ 51 ] [ 52 ] |
| 21 maja 1978         | Warta Poznań          | W   | Stadion Warty           | 0:3       |                                                | 1 tys.   | [ 53 ] [ 54 ] |
| 25 maja 1978         | Lechia Gdańsk         | D   | Stadion Lublinianki     | 0:2       |                                                | 2 tys.   | [ 55 ] [ 56 ] |
| 28 maja 1978         | Gwardia Koszalin      | W   | Koszalin                | 1:2       | Przybyła 86'                                   | 4 tys.   | [ 57 ] [ 58 ] |
| 4 czerwca 1978       | Avia Świdnik          | D   | Stadion Lublinianki     | 1:0       | Wietecha 48' (k)                               | 1,5 tys. | [ 59 ] [ 60 ] |
| 11 czerwca 1978      | Jagiellonia Białystok | W   | Stadion Jagiellonii     | 3:4       | Wiater 37', 57', Dębiński 44'                  | 100      | [ 61 ] [ 62 ] |
| 18 czerwca 1978      | Gwardia Warszawa      | D   | Stadion Lublinianki     | 0:3       |                                                | 600      | [ 63 ] [ 8 ]  |

### Tabela II ligi grupy północnej
| Poz | Klub                  | M  | Pkt | Bz | Bs |
| --- | --------------------- | -- | --- | -- | -- |
| 1.  | Gwardia Warszawa      | 30 | 51  | 60 | 15 |
| 2.  | Lechia Gdańsk         | 30 | 50  | 42 | 13 |
| 3.  | Bałtyk Gdynia         | 30 | 32  | 45 | 39 |
| 4.  | Zagłębie Wałbrzych    | 30 | 32  | 35 | 20 |
| 5.  | Radomiak Radom        | 30 | 32  | 32 | 32 |
| 6.  | Motor Lublin          | 30 | 31  | 34 | 33 |
| 7.  | Avia Świdnik          | 30 | 30  | 28 | 30 |
| 8.  | Warta Poznań          | 30 | 29  | 31 | 37 |
| 9.  | Stoczniowiec Gdańsk   | 30 | 28  | 31 | 32 |
| 10. | Gwardia Koszalin      | 30 | 27  | 28 | 31 |
| 11. | Olimpia Poznań        | 30 | 28  | 24 | 32 |
| 12. | Polonia Warszawa      | 30 | 26  | 28 | 40 |
| 13. | Start Łódź            | 30 | 25  | 27 | 47 |
| 14. | Arkonia Szczecin      | 30 | 22  | 37 | 44 |
| 15. | Jagiellonia Białystok | 30 | 20  | 29 | 51 |
| 16. | BKS Bydgoszcz         | 30 | 17  | 29 | 54 |

## Kadra
| Zawodnik               | Data ur.   | Występy        | Bramki         |                |                | Występy        | Bramki         |                |                | Występy   | Bramki    |           |           |
| Zawodnik               | Data ur.   | RUNDA JESIENNA | RUNDA JESIENNA | RUNDA JESIENNA | RUNDA JESIENNA | RUNDA WIOSENNA | RUNDA WIOSENNA | RUNDA WIOSENNA | RUNDA WIOSENNA | SEZON     | SEZON     |           |           |
| Bramkarze              | Bramkarze  | Bramkarze      | Bramkarze      | Bramkarze      | Bramkarze      | Bramkarze      | Bramkarze      | Bramkarze      | Bramkarze      | Bramkarze | Bramkarze | Bramkarze | Bramkarze |
| ---------------------- | ---------- | -------------- | -------------- | -------------- | -------------- | -------------- | -------------- | -------------- | -------------- | --------- | --------- | --------- | --------- |
| Leszek Dziełakowski    | 29.02.1948 | 11             |                |                |                | 10             |                |                |                | 21        |           |           |           |
| Mirosław Maciesiak     | ??.??.1957 |                |                |                |                | 5 (1)          |                |                |                | 5 (1)     |           |           |           |
| Adam Suszek            | ??.??.1944 | 4              |                |                |                |                |                |                |                | 4         |           |           |           |
| Obrońcy                |            |                |                |                |                |                |                |                |                |           |           |           |           |
| Andrzej Buberow        | ??.??.1953 | 15             |                |                |                | 7 (3)          |                |                |                | 22 (3)    |           |           |           |
| Waldemar Fiuta         | 10.04.1958 | 10             |                |                |                | 13             |                |                |                | 23        |           |           |           |
| Wojciech Laskowski     | ??.??.1949 | 14             |                | 1              |                | 11 (1)         |                |                |                | 25 (1)    |           |           |           |
| Ryszard Szych          | ??.??.1948 | 15             | 2              |                |                | 12             |                |                |                | 27        | 2         |           |           |
| Mirosław Szymański     | ??.??.1958 |                |                |                |                | 2              |                |                |                | 2         |           |           |           |
| Andrzej Tkaczyk        | ??.??.1961 |                |                |                |                | 3              |                |                |                | 3         |           |           |           |
| Marian Walczak         | ??.??.1951 | 7 (3)          |                |                |                | 2 (2)          |                |                |                | 9 (5)     |           |           |           |
| Krzysztof Wójtowicz    | 28.01.1959 | 0 (1)          |                |                |                | 6 (4)          |                |                |                | 6 (5)     |           |           |           |
| Pomocnicy i napastnicy |            |                |                |                |                |                |                |                |                |           |           |           |           |
| Leszek Czarnecki       | ??.??.1958 | 1 (1)          |                |                |                |                |                |                |                | 1 (1)     |           |           |           |
| Roman Dębiński         | 21.05.1956 | 11 (4)         | 2              |                |                | 14 (1)         | 2              |                |                | 25 (5)    | 4         |           |           |
| Piotr Figas            | ??.??.???? | 6 (3)          |                |                |                |                |                |                |                | 6 (3)     |           |           |           |
| Marek Leszczyński      | 14.01.1958 | 3 (2)          |                |                |                | 1 (2)          |                |                |                | 4 (4)     |           |           |           |
| Bolesław Mącik         | 30.09.1952 | 14             | 4              |                |                | 12             | 1              | 1              |                | 26        | 5         |           |           |
| Jerzy Mieśniak         | 31.07.1953 | 8 (6)          |                |                |                | 3 (6)          |                |                |                | 11 (12)   |           |           |           |
| Jan Mrozik             | ??.??.1953 |                |                |                |                | 3 (4)          |                |                |                | 3 (4)     |           |           |           |
| Ryszard Ochodek        | 15.08.1955 | 12 (1)         | 1              | 2              |                | 13             | 2              | 2              |                | 25 (1)    | 3         |           |           |
| Andrzej Pop            | 10.10.1953 | 9 (2)          | 4              |                |                | 13             | 2              |                |                | 22 (2)    | 6         |           |           |
| Janusz Przybyła        | 19.06.1951 | 8 (1)          | 4              |                |                | 6 (1)          | 2              |                |                | 14 (1)    | 6         |           |           |
| Waldemar Wiater        | 5.05.1954  | 5              |                |                |                | 13             | 6              |                |                | 18        | 6         |           |           |
| Marek Wietecha         | 19.12.1958 | 12             | 1              |                |                | 15             | 1              |                |                | 27        | 2         |           |           |
| Krzysztof Witkowski    | 11.02.1962 |                |                |                |                | 1              |                |                |                | 1         |           |           |           |

## Puchar Polski na szczeblu centralnym
| Data          | Runda | Przeciwnik       | D/W | Miejsce | Wynik M/P  | Strzelcy     | Źródło |
| ------------- | ----- | ---------------- | --- | ------- | ---------- | ------------ | ------ |
| 31 lipca 1977 | II    | Małapanew Ozimek | W   | Ozimek  | 1:1 k. 3:5 | Przybyła 69' | [ 64 ] |